# Ball de faixes de Sant Martí de Tous
El Ball de faixes de Sant Martí de Tous és una dansa tradicional que es balla a la població de Sant Martí de Tous durant la Festa Major i és un dels pocs balls de faixes que han pervingut fins a l'actualitat.

## Origen i recuperació
Forma part dels balls en què intervenen objectes diferents, com ara els balls de bastons o d’espases que es poden trobar a tot Europa. Eren danses ballades només per homes, manats per la figura d’un capità o capdanser que era degollada en el transcurs del ball i posteriorment ressuscitava amb un passeig triomfal final. Hi ha altres teories segons les quals els balls de bastons, espases, cintes, mocadors o faixes són vestigis d’antigues cerimònies de fertilització i fecundació, de caràcter agrari. En aquest cas, el capità o cap de colla evocaria un geni de la vegetació.
A Catalunya també s'han documentat balls de faixes a les poblacions urgellenques de Belianes, Maldà, Nalec, Sant Martí de Maldà, Vallbona de les Monges i Verdú, així com a Vallbona de Riucorb, a la Segarra.
El Ball de faixes es ballava a Sant Martí de Tous des d'antic però al segle XX havia desaparegut. El folklorista Joan Amades i el musicòleg Francesc Pujol, en el seu Cançoner popular de Catalunya del 1936, ja posaven de manifest que només en quedava el record i la bandera que s'havia utilitzat per a ballar-lo.
L’any 1956 els folkloristes Joan Amades i Josep M. Castells i Andilla el van recuperar i, des d’aquell moment, s'ha ballat de manera ininterrompuda. Tot i així, el ball va estar a punt de desaparèixer de nou a finals dels anys noranta, per manca d’interès dels balladors, però les noies de la població van formar un grup de dansa constituït únicament per balladores, per garantir-ne la continuïtat. Posteriorment s'hi van incorporar novament nois i actualment el ballen tant homes com dones.
El ball recuperat va formar part de seguida del repertori d’alguns esbarts dansaires de Catalunya, amb el consentiment de la mateixa població. El primer a incorporar-lo va ser l'Esbart Folklòric d’Horta, que dirigia el mateix Josep M. Castells. Igualment, es va presentar a concursos de dansa tradicional i va obtenir diversos èxits; així, per exemple, de la mà de l'Esbart de Montcada i Reixac va guanyar el concurs comarcal del Vallès de 1957, el regional que es va fer al Palau de la Música Catalana el 1958 i va quedar subcampió en el XII Concurso Nacional de Danzas del 1959 a Madrid.

## Estructura del ball
En el ball de faixes de Sant Martí de Tous els dansaires, disposats en dues fileres, porten faixes de diferents colors esteses a la mà, excepte el capità o capdanser, que porta una bandera que només s'utilitza per a aquesta dansa.
Al llarg de la dansa es fan diverses evolucions i figures (passades, ponts, ziga-zagues, cargols), llançant-se les faixes d’un ballador a un altre per tal d’anar-les trenant al voltant del coll del capità. Finalment, la resta de balladors afluixen les faixes per tal que el capdanser pugui enfilar-se al damunt, les estrenyen per compactar-les i les eleven. El capità, dret damunt de les faixes, oneja una bandera o alça la mà i la resta de balladors abaixen el cap en senyal de respecte. Llavors llança consignes de victòria i alegria (actualment «Visca Sant Martí i visca Catalunya!») mentre és passejat per tota la plaça.
Tradicionalment els balladors vesteixen de manera similar als bastoners, tot i que porten un mocador amb serrell lligat en diagonal, que els tapa un braç, i no duen faldellí.